# نظام الطوافة العائمة

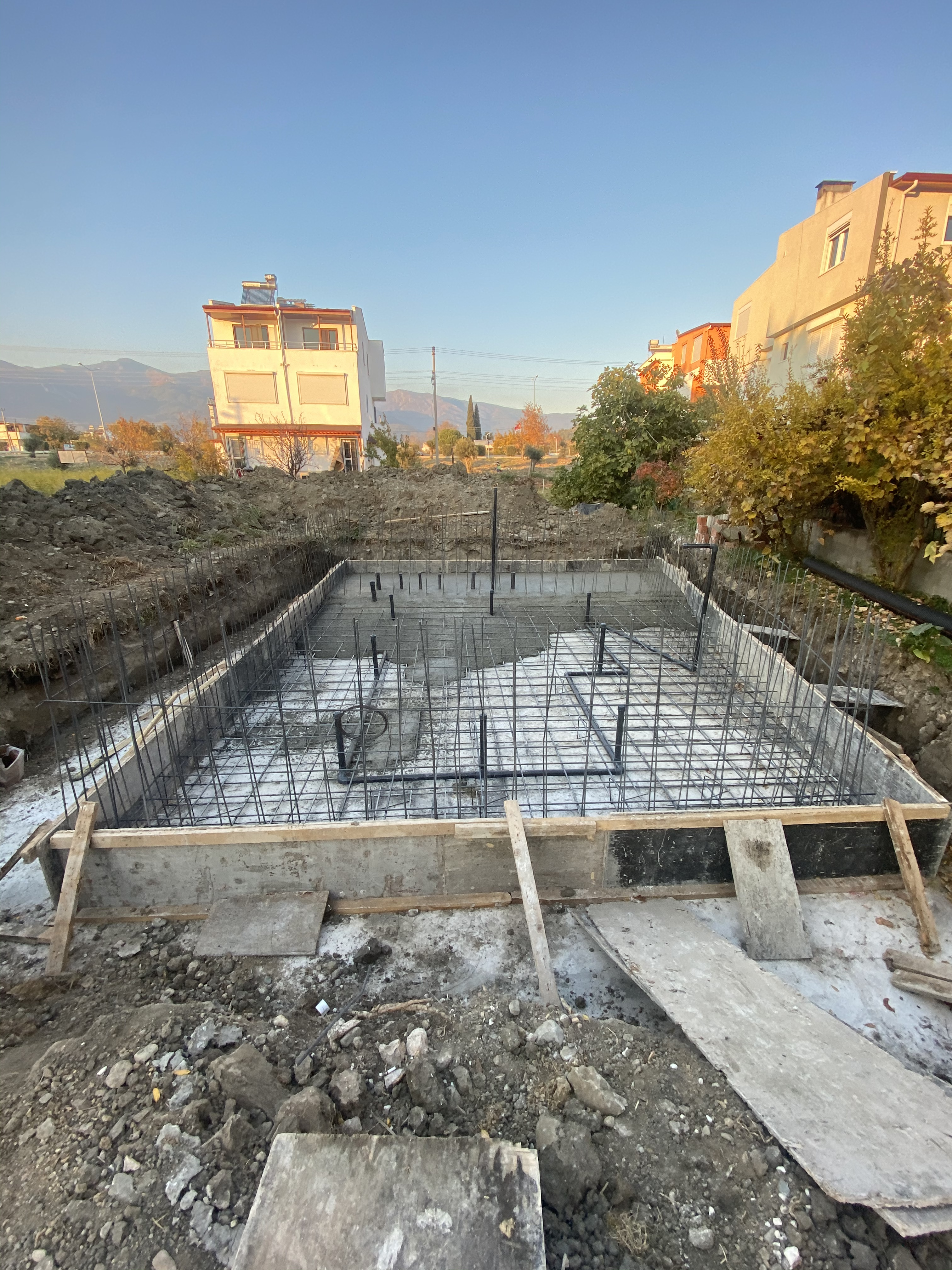
طوافة عائمة

الطوافة العائمة أو طوف موازنة هي أساس بناء قائم على الأرض يحميها من تحلل وتسيل التربة الرخوة من النشاط الزلزالي. لقد كان ابتكارًا ضروريًا في تطوير المباني الشاهقة في تربة شيكاغو الرطبة في القرن التاسع عشر، عندما طورها جون ويلبورن روت الذي جاء بفكرة تشابك البلاطة الخرسانية بعوارض فولاذية. قد تكون أقدم الطوافات الخرسانية التي طورها روبرت سميرك لبناء سجن ميلبانك [الإنجليزية] في عام 1815.
بالنسبة لأساس الطوافة العائمة - أو ببساطة "الأساس العائم" - يكون للأساس حجم بحيث إذا كان هذا الحجم مملوءًا بالتربة، فسيكون مساويًا للوزن الإجمالي للهيكل.
عندما تكون التربة ناعمة جدًا بحيث لا تدعم حتى أكوام الاحتكاك عبء المبنى، فإن هذه الأنواع من الأساسات هي الخيار الأخير وتجعل المبنى يتصرف مثل القارب، امتثالًا لمبدأ أرخميدس، مدعومًا بثقل الأرض الذي أزاحه في إنشاء الأساس..

## أنظر أيضا
- الطفو
- تشييد المباني